# Найвищий Трибунал Апостольської Сигнатури
Найви́щий Трибуна́л Апо́стольської Сигнату́ри (лат. Supremum Tribunal Signaturae Apostolicae) — вищий суд у системі судочинства Римо-Католицької Церкви, що забезпечує також контроль за належним здійсненням правосуддя в Церкві.

## Історія
Назва походить від лат. signatura (дослівно «те, що має бути підписане», мається на увазі підпис Папи Римського на проханнях з питань правосуддя милості). Уже в XIII столітті існувала група кардиналів і капеланів (cardinales auditores, cappellani auditores), кому було доручено прийом прощень, а при них були доповідачі (referendarii). З кінця XV століття право підпису з певних прощень довірили цим доповідачам, існував також особливий орган — Сигнатура милості й доручень. На початку XVI століття Папа Юлій II розділив його на два органи — Сигнатура правосуддя і Сигнатура милості, кожен на чолі зі своїм кардиналом-префектом. Сигнатура милості була в конці XVI століття перетворена в конгрегацію й утратила своє значення. Сигнатура правосуддя стала власне судовим органом, де в середині XVII століття Папа Олександр VII заснував колегію доповідачів із правом голосу. З розвитком інших судів Святого Престолу (Трибунал Священної Римської Роти) значення Апостольської Сигнатури зменшилось, вона стала касаційною інстанцією, в тому числі в справах світського судочинства Папської держави.
Папа Пій X 1909 року поновив єдиний Найвищий Трибунал Апостольської Сигнатури, як групу кардиналів на чолі з префектом, що виконували функцію вищого колегіального суду в церковному правосудді, а 1915 року Папа Бенедикт XV відновив також колегію доповідачів із правом голосу й простих доповідачів — як консультативні органи.

## Сучасний стан
Задачі Найвищого Трибуналу Апостольської Сигнатури визначає апостольська конституція Pastor Bonus (1988 рік), а правила роботи регулюються власним церковним законом. Найвищий Трибунал Апостольської Сигнатури очолює префект. До складу Найвищого Трибуналу Апостольської Сигнатури належать кардинали та єпископи, яких призначає Папа Римський, як консультанти виступають доповідачі.
Робота Найвищого Трибуналу Апостольської Сигнатури проводиться в трьох секціях — власне судовій, адміністративного виробництва й управління всією системою церковного правосуддя. Найвищий Трибунал Апостольської Сигнатури виступає як вища судова інстанція, розглядаючи вироки про не дійсність про взяття справ до повторного розгляду при відкритті нових обставин, про протести проти суддів Трибуналу Священної Римської Роти, про конфлікти повноважень між судами (дивіться ККП, канон 1416). Як адміністративний суд Найвищий Трибунал Апостольської Сигнатури розглядає протести проти адміністративних церковних актів, включаючи рішення в адміністративних справах, що передали на її розгляд Папа або підрозділи Римської курії. Забезпечуючи належне здійснення правосуддя в усій Церкві, Найвищий Трибунал Апостольської Сигнатури дає дозвіл на розширення компетенції окремих судів, сприяє створенню міжєпархіальних і регіональних судів (згідно з канонами 1423, 1439).

## Чиновники Найвищого Трибуналу Апостольської Сигнатури
| - Секретар Найвищого Трибуналу — титулярний архієпископ Біти Франц Даннеелс, O. Praem. (з 12 квітня 2008); - Промотор справедливості — преподобнійший монсеньйор Джанпаоло Монтіні (з 12 квітня 2008); - Оборонець Уз — преподобнійший монсеньор Джозеф Р. Пандерсон (з 1995); - Заступник Промотора справедливості — преподобнійший монсеньйор Ніколаус Шех (з 19 липня 2009); - Заступник Промотора справедливості — преподобнійший монсеньйор Павло Малеха (з 30 квітня 2012). |

## Теперішні члени Трибуналу
Далі — теперішні члени Трибуналу Апостольскої Сигнатури:
- Кардинал Раймонд Лео Берк, префект (з 2008 року).
- Кардинал Вальтер Каспер (з 2002 року);
- Кардинал Антоніо Роуко Варела (з 2004 року);
- Кардинал Петер Ерде (з 2004 року);
- Кардинал Зенон Грохолевський (з 2006 року);
- Кардинал Льюїс Мартинес Систач (з 2006 року);
- Кардинал Карло Каффарра (з 2007 року);
- Кардинал Аттільйо Нікора (з 2007 року);
- Кардинал Велазіо Де Паоліс (з 2010 року);
- Кардинал Джованні Лайола (з 2010 року);
- Кардинал Леонардо Сандрі (з 2011 року);
- Кардинал Паоло Сарді (з2011 року);
- Кардинал Франческо Коккопальмеріо (з 2000 року);
- Кардинал Джузеппе Версальді (з 2008 року);
- Патріарх Бешар Бутрос Раї (з 2011 року);
- Архієпископ Станіслав Зволенський (з 2010 року);
- Єпископ Хайнріх Муссінгофф (з 1995 року);
- Єпископ Хав'єр Эчеваррия Родригес (з 2000 року);
- Єпископ Філіппо Яннонне, кармеліт, (з 2010 року);
- Єпископ Фернанду Жосе Монтейру Гимараеш, редемпторист, (з 2010 року);
- Єпископ Ришард Касина (з 2010 року);

## Префекти Найвищого Трибуналу Апостольської Сигнатури з 1908 року
- Кардинал Вінченцо Ваннутеллі (20 жовтня 1908—15 грудня 1914);
- Кардинал Мікеле Лега (15 грудня 1914—20 березня 1920);
- Кардинал Августо Сілій (20 березня 1920—26 лютого 1926);
- Кардинал Франческо Рагонезі (9 березня 1926—14 вересня 1931);
- Кардинал Бонавентура Черретті (12 жовтня 1931—8 травня 1933);
- Кардинал Енріко Гаспаррі (18 травня 1933—20 травня 1946);
- Кардинал Массімо Массімі (29 травня 1946—6 березня 1954);
- Кардинал Джузеппе Бруно (20 березня—10 листопада 1954);
- Кардинал Гаетано Чіконьяні (18 листопада 1954—14 листопада 1959);
- Кардинал Франческо Роберті (14 листопада 1959—24 березня 1969);
- Кардинал Діно Стаффа (26 березня 1969—7 серпня 1977);
- Кардинал Перікле Фелічі (13 вересня 1977—22 березня 1982);
- Кардинал Ауреліо Сабаттані (17 травня 1982—1 липня 1988);
- Кардинал Акілле Сілвестріні (1 липня 1988—24 травня 1991);
- Кардинал Джильберто Агустоні (2 квітня 1992—5 жовтня 1998);
- Кардинал Зенон Грохолевський (5 жовтня 1998—15 листопада 1999);
- Кардинал Маріо Франческо Помпедда (15 листопада 1999—27 травня 2004);
- Кардинал Агостіно Валліні (27 травня 2004—27 червня 2008);
- Кардинал Реймонд Лео Берк (27 червня 2008—).